# Świebodzin
Świebodzin là một thị trấn thuộc huyện Świebodziński, tỉnh Lubuskie ở tây Ba Lan. Thị trấn có diện tích 17 km². Đến ngày 1 tháng 1 năm 2011, dân số của thị trấn là 21670 người và mật độ 1280 người/km².